# 泰山前胡
泰山前胡（学名：Peucedanum wawrae）为伞形科前胡属的植物，是中国的特有植物。分布在中国大陆的山东、安徽、江苏等地，多生长在山坡草丛中及林缘路旁，目前已由人工引种栽培。

## 别名
前胡（江苏盱眙）、防风（江苏连云港）

## 异名
- Seseli wawrae Wolff